# Xã Conway, Quận Sumner, Kansas
Xã Conway (tiếng Anh: Conway Township) là một xã thuộc quận Sumner, tiểu bang Kansas, Hoa Kỳ. Năm 2010, dân số của xã này là 1.250 người.